# Raimund Kull
Raimund Kull   (Narva, 3 d'octubre de 1882 - Tallinn, 10 d'octubre de 1942) va ser un compositor i director estonià.
Raimund Kull va completar els seus estudis en trombó al Conservatori de Sant Petersburg amb Franz Türner (1831–190) el 1906. Després va treballar com a director d'orquestres de tot l'imperi rus, però sobretot a Sant Petersburg, Kazan i Rostov-on-Don. De 1912 a 1920, Kull va ser el successor d'Adalbert Wirkhaus, director titular del concert i òpera d'Estònia a Tallinn, del 1920 director i del 1930 del seu director musical.
Des de la independència d'Estònia de 1918 a 1927, Kull va dirigir l'orquestra de l'armada estoniana. De 1934 a 1939 va ser director de l'Orquestra de la ràdio estatal d'Estònia.
El 1919, Raimund Kull fou un dels cofundadors del conservatori de Tallinn. Des de 1929 hi va treballar com a professor de trombó, des de 1937 en el grau de professor. Va ser un dels conductors de la IX. (1928), X. (1933) i XI. Festival de la cançó d'Estònia (1938), un dels màxims guardons del calendari cultural d'Estònia.
Raimund Kull està enterrat avui al cementiri forestal de Tallinn.

## Composicions seleccionades
Raimund Kull també és conegut per les seves composicions. Les peces més conegudes inclouen la pintura simfònica Kriuša lahing (1920), la Kodumaa March basada en un text de Mihkel Veske, el Fantaasiakapriis i el Nocturn per a violí i piano, així com algunes cançons per cor masculí.

## Privacitat
La parella de Raimund Kull va ser l'actriu de teatre i cinema Liina Reiman (1891-1961), que va emigrar a Finlàndia després de la mort de Kull el 1943.